# 地球はみんなの大合唱
「地球はみんなの大合唱」（ちきゅうはみんなのだいがっしょう）は、日本の楽曲。作詞：ビーンズ豆田、作曲・編曲：関和則、歌：杉並児童合唱団。

## 概要
イヌ・ネコ・カラス・カエル・ニワトリ（オンドリ）・ブタと、6種類の動物が登場し、歌詞にはそれぞれの行動や鳴き声が織り込まれている。
1988年12月 - 1989年1月に『みんなのうた』で放送された。
『みんなのうた』での放送に使用されたアニメーションの制作は前田昭が担当した。
1990年1月に初再放送。1991年7月に同番組で再放送。その後、2011年6月 - 7月に20年ぶりの再放送が行われ、2020年12月 - 2021年1月にも再放送された。2023年12月 - 2024年1月には4回目の再放送となる。
また、同番組での放送はビデオ、DVDの映像ソフト化が行われている。